# (184212) 2004 PB112
2004 بي بي 112 (ويعرف أيضًا باسم (184212) 2004 بي بي 112 وفق تسمية الكوكب الصغير) (بالإنجليزية: 2004 PB112)‏ هو كويكب ضمن حزام الكويكبات؛ وترتيبه 184212 من حيث الاكتشاف.
اكتُشف هذا الجُرم الفلكي بواسطة مارك ويليام بوي في 13 أغسطس 2004.

## وصلات خارجية
- (184212) 2004 PB112 في قاعدة بيانات مختبر الدفع النفاث لأجرام النظام الشمسي الصغيرة

- الاكتشاف · مخطط المدار ·  العناصر المدارية · المعلمات المادية

- (184212) 2004 PB112 على موقع ويكي سكاي: DSS2, SDSS, GALEX, IRAS, Hydrogen α, X-Ray, Astrophoto, Sky Map, Articles and images